# 马来八色鸫

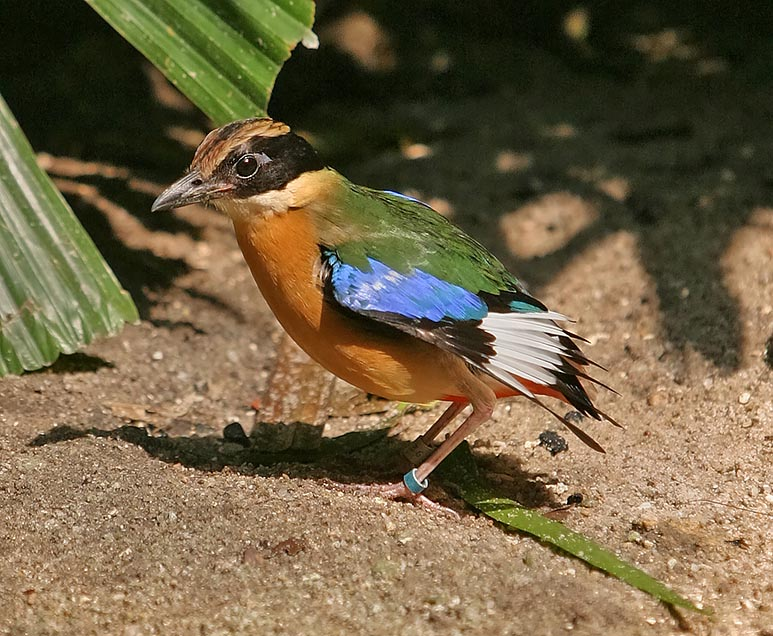

马来八色鸫（学名：Pitta moluccensis），又名馬來八色鶇，是八色鸫科八色鸫属的一种，牠與三種其他的八色鳥構成超種，分別是藍肩八色鳥（P. brachyura）、八色鳥（P. nympha） 和紅樹八色鶇（P. megarhyncha）。藍翅八色鳥是一種色彩豐富的鳥類，牠具有黑色的頭部、眼睛上方有一條黃褐色的條紋、白色的頸圈、綠色的背部、藍色的翅膀、黃褐色的腹部以及紅色的腹部區域。牠的分布範圍從印度延伸至馬來西亞、印尼、華南和菲律賓。牠的棲地是潮濕的林地、公園和花園，避開茂密的森林。主要以昆蟲和蠕蟲為食。牠在春季繁殖，築一個凌亂的球形巢在地面，通常靠近水源和樹根間。一次產下約五顆蛋，雙親輪流孵蛋，約十六天後孵化。

## 分類
藍翅八色鳥由德國博物學家菲利普·路德維希·施塔蒂烏斯·米勒於1776年描述，並給予二名法名稱Turdus moluccensis。 繆勒的描述基於布豐伯爵在其《自然史彩繪圖譜》Planches Enluminées D'Histoire Naturelle中出版的“莫魯克斯鶇”圖像。 法語名稱和種小名moluccensis指的是摩鹿加群島，這是一個錯誤，因為該物種的分布範圍並未延伸到這麼東邊。於1963年修正模式產地為馬來半島的馬六甲。 該物種現今被歸入法國鳥類學家路易·皮耶·維亞律於1816年引入的八色鳥屬（Pitta）。 該物種為單型種。
藍翅八色鳥與藍肩八色鳥（P. brachyura）、八色鳥（P. nympha） 和紅樹八色鶇（P. megarhyncha） 形成超種。

## 描述

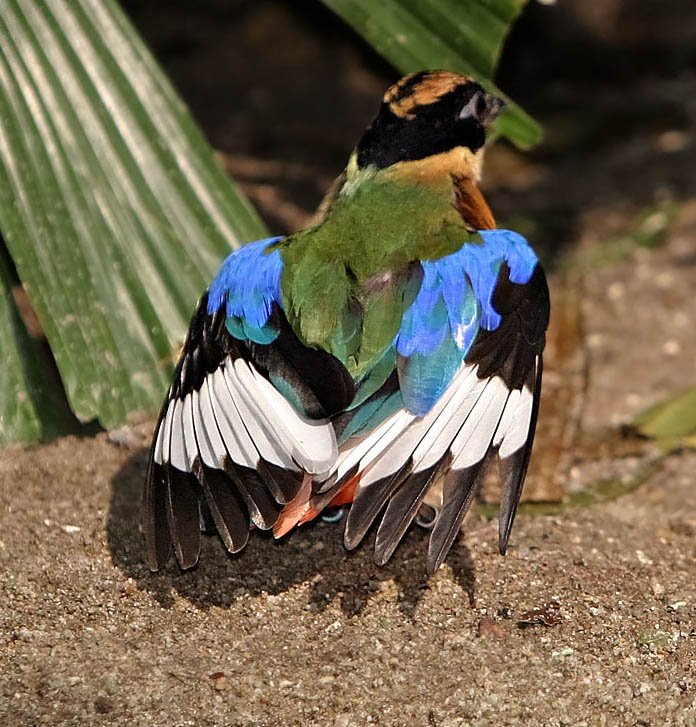
張開翅膀曬太陽

藍翅八色鳥體長約180至205 mm（7.1—8.1英寸），頭部為黑色，具黃褐色的眉紋，下巴為白色，腹部為黃褐色。肩膀和背部呈綠色，翅膀為亮藍色，腹部呈紅色。 喙為黑色，眼睛為棕色，腿部為淡粉色。 牠的尾巴非常短。 幼鳥的羽色圖案與成鳥相似，但顏色較黯淡。牠與紅樹八色鶇相似，但可通過較短的喙來區分。牠的叫聲被轉錄為taew-laew taew-laew。

## 分布與棲地
藍翅八色鳥常見於文萊、柬埔寨、中國、印度、印尼、老撾、馬來西亞、緬甸、菲律賓、新加坡、泰國和越南，並曾在澳大利亞、聖誕島、台灣和香港被記錄為迷鳥。 牠的棲地是低地亞熱帶和熱帶森林。
藍翅八色鳥棲息於多種環境中，海拔高達800米（2,600英尺），包括闊葉林、公園、花園和紅樹林，但避開茂密的熱帶雨林。
牠的分布範圍包括東南亞和中南半島的大部分地區，從緬甸中部向東穿越泰國並延伸至馬來半島。 藍翅八色鳥是婆羅洲和蘇門答臘的冬季訪客，也是菲律賓和爪哇的迷鳥。 牠在澳大利亞西北部海岸非常罕見。

## 飲食
藍翅八色鳥主要以蠕蟲和昆蟲為食，牠們在地面或低矮的樹枝或棲木上捕獵食物。 牠們也會吃有硬殼的蝸牛。

## 繁殖
在繁殖季節，藍翅八色鳥築造一個大型的巢，通常位於地面上，由樹枝、根、草、樹葉和苔蘚構成。這個球形而凌亂的巢有一個側面入口，經常在靠近水源的樹根間被發現。 在馬來半島的繁殖範圍內，藍翅八色鳥每年會在五月初到七月末之間產卵。 雌鳥會產下4至6顆帶有紫色斑點的白色或奶油色蛋，雙親輪流孵蛋15至17天。